# HEC Paris
Die École des hautes études commerciales Paris (kurz: HEC oder HEC Paris) wurde 1881 in Paris gegründet und ist eine private, staatlich anerkannte wissenschaftliche Wirtschaftshochschule. Sie gilt als eine der besten Management-Universitäten der Welt und als beste französische Wirtschaftshochschule. Die in ihrer Studienplatzvergabe hoch selektive Grande École wird von der Industrie- und Handelskammer Paris (CCIP) finanziert und verwaltet. Es bildet zusammen mit der ESCP Business School und der ESSEC Business School die Spitze der trois Parisiennes (drei Pariserinnen). Sie ist Gründungsmitglied und Teil des CEMS-Netzwerk, einem Austausch der besten Business Schools der Welt und trägt die Triple Crown, eine gleichzeitige Akkreditierung durch die AACSB, EQUIS und AMBA. Der Master in Finance war 2021 im maßgeblichen Financial-Times-Ranking der beste der Welt.

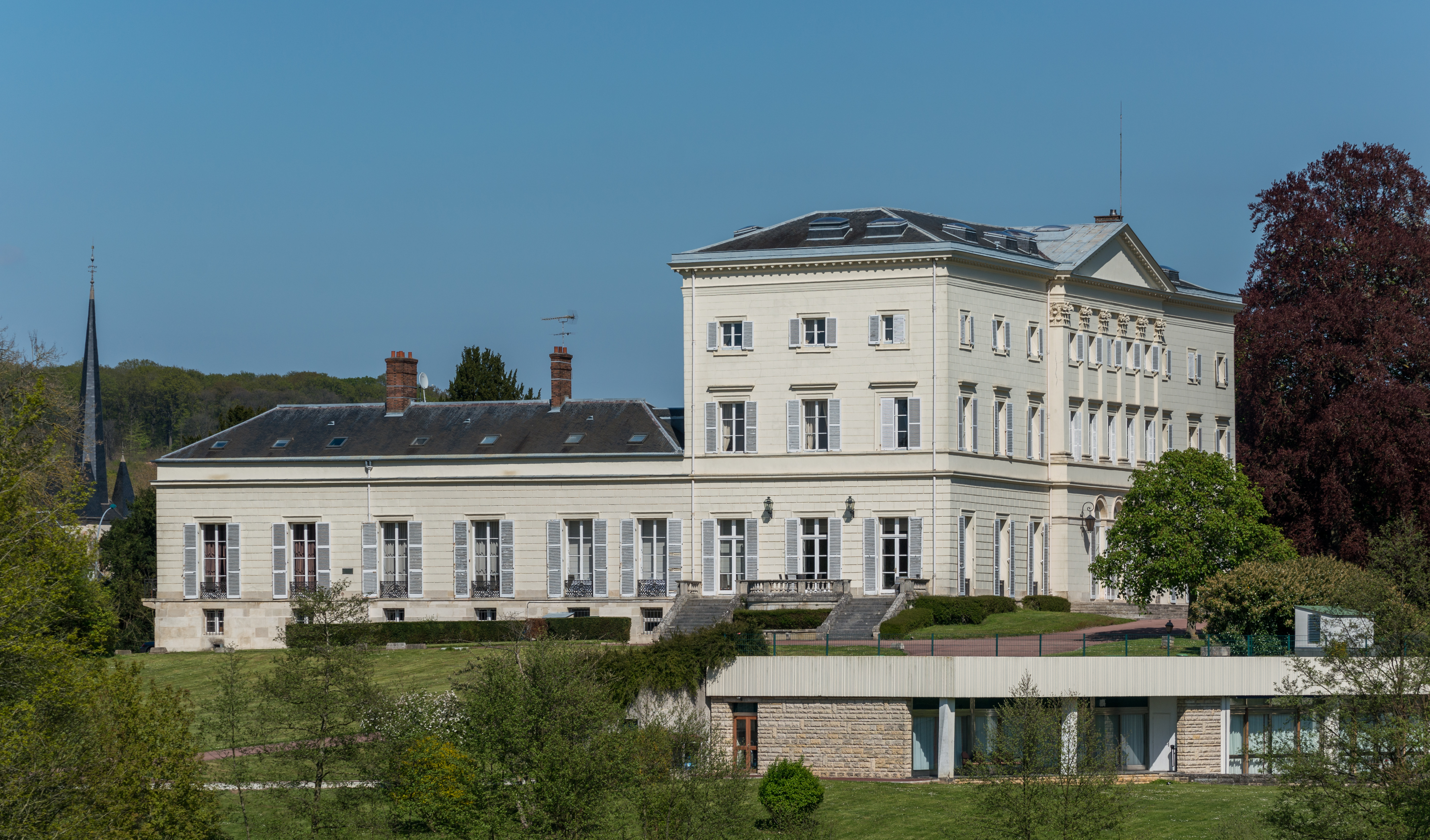
Hauptgebäude der HEC in Jouy-en-Josas.

## Geschichte
Auf Betreiben von Gustave Roy, dem Präsidenten der Pariser Handelskammer, der dieses Projekt 1879 angeregt hatte, öffnete die École des Hautes Etudes Commerciales am 4. Dezember 1881 am 108 Boulevard Malesherbes in Paris ihre Türen für 57 Schüler, 17e (mit einem Eingang in der Rue de Tocqueville 47–49). Im Vergleich zu anderen Schulen, wie der 1819 in Paris gegründeten ESCP Business School oder den Écoles Supérieures de Commerce (ESC) in Le Havre, Rouen und Lyon Anfang der 1870er Jahre, erfolgte die Gründung relativ spät. Im Jahr 1898 "bildete die HEC Paris in Bank-, Handels- und Industriegeschäften aus und bereitet auf konsularische und administrative Karrieren vor. Die Zulassung erfolgte nach einer Prüfung, das Eintrittsalter beträgt 16 Jahre, die Ausbildung dauerte zwei Jahre und wurde mit einem Diplom oder einem Zeugnis abgeschlossen. Eine Vorbereitungsschule nahm Bewerber im Alter von 15 Jahren ohne Prüfung auf. Die Schule hatte damals den Ehrgeiz, „für den Handel das zu sein, was die École centrale für die Industrie ist“. Die damalige Stimmung war geprägt von einer stärkeren Anerkennung der Rolle der Wirtschaft.
Die Anfänge waren schwierig: Die Schule war wenig bekannt, teuer und litt darunter, als leichte Schule für Kinder aus gutem Hause angesehen zu werden. Der Rückgang der Schülerzahlen zwischen 1902 und 1904 von 401 auf 277 belegt dies. Nachdem ursprünglich Abiturienten automatisch aufgenommen wurden, sollte die Einführung eines Auswahlverfahrens im Jahr 1892 diesen Trend umkehren. Dieses Verfahren wurde 1906 abgeschafft und 1913 wieder eingeführt. Die Direktion führte 1921 ein Auswahlverfahren für das zweite Studienjahr und im Jahr darauf die experimentelle Fallmethode (englisch case method) ein. Im Jahr 1938 wurde die Schulzeit von zwei auf drei Jahre verlängert und das obligatorische Betriebspraktikum eingeführt.

## Organisation
Der Aufsichtsrat der Universität (conseil d'administration) beaufsichtigt das Direktorium der HEC Paris. Er setzt sich zusammen aus den Trägern der Universität (u. a. Handelskammer Paris, Foundation HEC, Alumni HEC), den Dekanen und Vertretern aus Fakultät, Administration und Studenten (ein Mandat). Die Mandate der Aufsichtsratsmitglieder betragen in der Regel 2–4 Jahre und sämtliche Mitglieder werden von ihren jeweiligen Entsendern gewählt.
Éloïc Peyrache ist seit dem Januar 2021 Dekan der HEC und folgt auf Peter Todd.

## Bachelor in Data, Society and Organisations
Die im Oktober 2023 angekündigte Schule bietet in Zusammenarbeit mit der Bocconi-Universität in Mailand einen Bachelor of Arts an. Es konzentriert sich auf Daten, Gesellschaft und Organisationen und kombiniert Datenwissenschaften und Sozialwissenschaften. Die ersten drei Semester verbringen die Studierenden in Italien und die letzten drei in Frankreich auf dem Campus Jouy-en-Josas.

## MSc und Grande École Studiengänge
Die HEC bietet verschiedene wirtschaftswissenschaftliche Studiengänge im Anschluss an einen Bachelor-Abschluss an.

### Übersicht über die Studiengänge

#### Master in Management (Grande École)
Der Master in Management ist als Grande-École-Studium konzipiert. In dem insgesamt 24–36 Monate dauernden Studien-Programm, das sich an Studenten mit einem vorherigen Bachelor-Abschluss aus allen Fachrichtungen wendet, wird zunächst vor allem grundlegendes betriebswirtschaftliches und wirtschaftswissenschaftliches Wissen unterrichtet. Ein sechsmonatiges Praktikum während des Studiums ist obligatorisch, sodass die gesamte Programmdauer in der Regel bei 36 Monaten liegt. Im letzten Studienjahr spezialisieren sich die Studenten in einem speziellen Schwerpunkt wie beispielsweise Marketing, Steuer- und Rechtsstrategien, Finanzen, Unternehmensgründung und -führung, Volkswirtschaftslehre oder Strategischem Management. Durch eine Reihe von Kooperationsprogrammen gibt es die Möglichkeit, neben dem Master in Management (Grande École) einen Doppel-Abschluss zusammen mit einer anderen Hochschule, wie dem MIT, der Technischen Universität München oder der FU Berlin zu erwerben.

#### MSc in International Business
Das Studienprogramm MSc in International Business (HEC MIB) richtet sich im Gegensatz zum Master in Management (Grande École) ausschließlich an Studenten mit einem Bachelor-Abschluss in einer wirtschaftswissenschaftlichen Disziplin. Das 12-monatige Programm gibt dabei die Möglichkeit, die bereits erworbenen Kenntnisse aus den jeweiligen Bachelor-Programmen zu vertiefen und sich in bestimmten Bereichen zu spezialisieren. Zusätzlich ist ein 16-wöchiges Praktikum im Anschluss an das Studium erforderlich.
Durch den HEC MIB gibt es für ausgewählte Studenten die zusätzliche Option, über die internationale Hochschulallianz CEMS einen Doppel-Master-Abschluss zu erwerben. In diesem Fall verbringen die Studenten neben dem Studium an der HEC Paris einen weiteren Term an einer CEMS-Partnerhochschule, für die sie sich zuvor über den HEC-Selektionsprozess beworben haben. Im Anschluss an ihr Studium werden die Studenten in diesem Fall sowohl mit dem HEC MSc in International Business als auch mit dem CEMS Master in International Management (CEMS MIM) ausgezeichnet.

#### MSc in Innovation and Entrepreneurship
Der Master Innovation & Entrepreneurship ist ein Programm, das von der HEC Paris in Partnerschaft mit Coursera entwickelt wurde. Das Programm ist zu 100 % online und zielt darauf ab, in 24 Monaten Führungskräfte auszubilden, die auf diese beiden Bereiche spezialisiert sind. Der Studiengang wurde im März 2017 eröffnet.

#### MSc in International Finance
Beim MSc in International Finance (HEC MIF) handelt es sich um einen speziellen Abschluss, in dem vor allem finanzwissenschaftliches Studienwissen vertieft werden soll. Er ist der international angesehenste Finance-Master und bietet den Absolventen ein unvergleichbares Netzwerk. Bei Arbeitgebern sind Programm-Absolventen sehr beliebt. Das Programm ist im ersten Semester in einen Business Track für Studenten mit betriebswirtschaftlichen Vorkenntnissen sowie einen Accelerated Track für Studenten mit einem fachfremden Hintergrund geteilt. Im zweiten Semester ist eine Wahl aus einer Vielzahl von Wahlfächern möglich. Zusätzlich zum HEC MIF können am Ende des Studiums in bestimmten Themenfeldern Zertifikate erworben werden. Ein 16-wöchiges Praktikum ist nach Ende der Vorlesungen eine Voraussetzung zum Erhalt des Abschlusses. Das Programm dauert insgesamt 12 Monate.

#### MSc in Strategic Management
Der MSc in Strategic Management vermittelt Studenten strategische Managementkenntnisse und ist vor allem auf Karrieren in der Strategieberatung, dem Investment Banking oder in Venture Capital Fonds ausgerichtet. Es handelt sich dabei um ein 12-monatiges Programm, welches vollständig in Englisch absolviert wird. Zur Zulassung ist ein Universitätsabschluss in einem Wirtschaftswissenschaftlichen fach typisch, aber auch Absolventen aus Bereichen wie den Ingenieurs-, Rechts- oder Gesundheitswissenschaften dürfen sich bewerben. Am Ende des Studiums kann entweder ein zusätzliches Zertifikat erworben oder ein sogenanntes Company Project absolviert werden.

#### Master in Management (Grande École) & Public Policy (Doppelabschluss)
Der Doppelabschluss in Master in Management (Grande École) & Public Policy wird zusammen mit der Freien Universität Berlin verliehen. Die Studenten erwerben im ersten Studienjahr grundlegende Kenntnisse der Betriebswirtschaftslehre mit vielfältigen Vertiefungsmöglichkeiten und studieren im zweiten Jahr Verwaltungs- und Politikwissenschaften (Public Policy) an der Freien Universität Berlin. Der deutsch-französische Master qualifiziert die Studierenden für eine anschließende Karriere in Wirtschaft und Politik.

#### MSc in Sustainability and Social Innovation
Der MSc in Sustainability and Social Innovation ist ein 2010 erstmals aufgesetztes Studienprogramm, in dem vor allem das nachhaltige Wirtschaften vertieft wird. Der Studiengang stärkt demnach das nachhaltige Standbein der HEC und behandelt wirtschaftliche Aspekte des Klimawandels, Kreislaufwirtschaft und den Umgang mit Ressourcen.

### Zusatzinformationen zu den MSc und Grande École Studiengängen

#### Zulassung
Nahezu jeder der an einem HEC Studienplatz interessierten französischen Studenten hat vor seiner Bewerbung an der HEC spezielle Vorbereitungskurse (bekannt als classe préparatoire) besucht. Im Schnitt absolvieren etwa 16.000 Studenten das auch prépa HEC genannte Vorbereitungsprogramm für den HEC-Master, das durch intensives akademisches Training auf das kompetitive Selektionsverfahren der Hochschule vorbereiten soll.
Für in der Regel zwei Jahre verpflichten sich die Studenten dabei, mindestens 58 Stunden wöchentlich der Vorbereitungsarbeit für die Aufnahme in das Master-Programm zu widmen. Der unterrichtete Stoff deckt dabei vor allem die Fachbereiche Mathematik, Volkswirtschaftslehre, Geschichte der Volkswirtschaftslehre, Philosophie, Literatur, Englisch sowie eine weitere Fremdsprache ab.
Im Jahr 2009 wurde 380 von 4193 ursprünglichen Bewerbern ein Master-Studienplatz an der HEC angeboten, was einer Annahmequote von 9 % entspricht. Mit 374 Zusagen nahmen nahezu alle der ausgewählten Studenten den angebotenen Studienplatz an.
Die Abteilung für internationale Zulassungen (Service des admissions internationales) hat zur Aufgabe für das HEC-Grande-École-Studium sowie die Studiengänge einiger anderer Grandes Écoles ausländische Studenten anzuwerben. Dabei wählt die HEC sehr selektiv aus den Bewerbern aus, die mindestens einen Bachelor/Bakkalaureus außerhalb Frankreichs erworben haben müssen. Die Auswahl basiert auf drei Kriterien, einer schriftlichen Bewerbung, einem Interview und dem GMAT-Test bzw. dem französischen TAGE-MAGE. Das durchschnittliche GMAT-Ergebnis der direkt aufgenommenen Studenten im Jahr 2008 betrug 720 (beste 6 %), das durchschnittliche TAGE-MAGE-Ergebnis 440.
Die so angenommenen Bewerber beginnen im zweiten Studienjahr des Grande-École-Programms und erhalten am Ende den Abschluss Master in Management - Grande École der HEC. Dies ist allerdings in Frankreich kein staatlicher Master-Abschluss, sondern ein Abschluss der Conférence des Grandes Écoles.

#### Karriere
Unter den am stärksten rekrutierenden Unternehmen finden sich McKinsey & Company, Boston Consulting Group, Roland Berger Strategy Consultants, Bain & Company, Barclays, Goldman Sachs, J.P. Morgan, Morgan Stanley, Deutsche Bank und verschiedene Industrieunternehmen. Mehr als die Hälfte der Absolventen der HEC MSc und Grande École Programme wechselt nach ihrem Studium in die Bereiche Unternehmensberatung und Finanzwirtschaft. Im Februar 2007 arbeiteten dabei nach einer Analyse der Hochschule etwa 2/3 der Abschlussklasse von 2006 innerhalb Frankreichs. Das durchschnittliche Einstiegsgehalt der in Frankreich arbeiteten Absolventen betrug dabei etwa 47.000 Euro, während es für außerhalb Frankreichs arbeitende Alumni im Schnitt bei 69.000 Euro lag.

## Executive Education
Neben den wissenschaftlichen Master Studiengängen werden durch die HEC eine Reihe von Abschlüssen für Personen mit vorheriger Berufserfahrung angeboten. Dazu zählen

### MBA
Das MBA-Programm der Hochschule wurde 1969 ins Leben gerufen und machte die HEC somit zu einer der ersten Business Schools in Europa, die einen solchen Abschluss anbieten. Es versucht sich in besonderer Weise von anderen MBA Curricula zu differenzieren, indem es eine bilinguale Lehroption, eine besondere Studienstruktur und die durch Studenten organisierte MBA Tournaments anbietet.
Durch Kooperationen mit internationalen Universitäten stehen den Studenten darüber hinaus eine Reihe von Austausch- und Doppel-Abschluss-Optionen zur Verfügung.
Im Jahr 2016 wurde der HEC MBA durch die Financial Times weltweit auf Rang 15 geführt.

### EMBA
Der HEC Executive MBA (EMBA) (früher Centre de perfectionnement aux affaires (bis 2002)) ist ein Programm für Führungskräfte mit mindestens achtjähriger Berufserfahrung. Es soll die Studenten dabei auf höhere Management-Funktionen vorbereiten. Das Programm findet dabei neben Paris an verschiedenen Studienorten statt, darunter Peking (China) und Sankt Petersburg (Russland). Weitere Partnerhochschulen des 16-monatigen Studienprogramms sind die NYU und das UCLA in den USA sowie die Nihon-Universität in Japan.

### Trium Global Executive MBA
Der Trium Global Executive MBA ist ein Gemeinschaftsprogramm der HEC (Frankreich), der LSE (Großbritannien) sowie der NYU (USA). Das 16-monatige Programm wird derzeit von der Financial Times und von Whitefield Consulting als zweitbestes Global EMBA Programm weltweit geführt. Es findet in insgesamt sechs Modulen an fünf weltweiten Studienorten statt.

### Executive MSc in Innovation and Entrepreneurship
Executive-Version des MSc in Innovation and Entrepreneurship, der Executive Master Innovation & Entrepreneurship ist ein Programm, das von der HEC Paris in Partnerschaft mit Coursera entwickelt wurde. Das Programm ist zu 100 % online und zielt darauf ab, in 18 Monaten Führungskräfte auszubilden, die auf diese beiden Bereiche spezialisiert sind. Der Studiengang wurde im März 2017 eröffnet.

## Akkreditierung und Rankings
Die HEC Paris gehört zu den führenden Management-Universitäten der Welt. Seit 2005 wird die HEC im internationalen Financial Times Ranking als beste europäische Business School ausgezeichnet, der von der Hochschule angebotene Master-Abschluss war in den Jahren 2007–2009 der Beste weltweit, wurde hier inzwischen jedoch von der Universität St. Gallen abgelöst. Im Bereich Executive Education belegt die HEC 2011 weltweit den ersten Platz und verwies die Harvard Business School auf Platz zwei. Im gleichen Jahr wurde das HEC Finance Programm als bester Finance-Master der Welt eingestuft.
Die Hochschule ist dreifach von EQUIS, AACSB und AMBA akkreditiert.
Die Hochschule hat mit ihren Absolventen eine Vielzahl bekannter Persönlichkeiten in Wirtschaft und Politik hervorgebracht, darunter den ehemaligen französischen Staatspräsidenten François Hollande, mehrere amtierende französische Minister sowie den früheren WTO-Generaldirektor Pascal Lamy. Die HEC Paris stellt aktuell die meisten Vorstandsvorsitzenden von Fortune-500-Unternehmen aller Hochschulen in Europa und die viertmeisten weltweit.
| Ranking                                                                                        | 2013            | 2014            | 2015            | 2016            | 2017            | 2018            | 2019            | 2020 | 2021 |
| Business School                                                                                | Business School | Business School | Business School | Business School | Business School | Business School | Business School |      |      |
| ---------------------------------------------------------------------------------------------- | --------------- | --------------- | --------------- | --------------- | --------------- | --------------- | --------------- | ---- | ---- |
| FT - European Business Schools                                                                 | 1.              | 2.              | 2.              | 2.              | 2.              | 2.              | 1.              | 1.   | 1.   |
| THE - F500 CEOs Alma Mater Index                                                               | 5.              | -               | -               | -               | 3.              | -               | -               | -    | -    |
| QS - World University Rankings (Business & Management Studies)                                 | -               | -               | 13.             | 14.             | 12.             | 12.             | 11.             | 9.   | 9.   |
| Master in Management (GE-MiM) für FT / Master in Strategic Management für QS und The Economist |                 |                 |                 |                 |                 |                 |                 |      |      |
| FT - Master in Management                                                                      | 4.              | 2.              | 2.              | 2.              | 2.              | 2.              | 2.              | 2.   | 2.   |
| QS - Masters in Management                                                                     | -               | -               | -               | -               | -               | 1.              | 1.              | 1.   | 1.   |
| The Economist - Masters in Management                                                          | -               | -               | -               | -               | 1.              | -               | 1.              | 1.   | 1.   |
| MSc in International Finance                                                                   |                 |                 |                 |                 |                 |                 |                 |      |      |
| FT - Masters in Finance Pre-Experience                                                         | 1.              | 1.              | 1.              | 1.              | 2.              | 1.              | -               | 1.   | 1.   |
| QS - Masters in Finance                                                                        | -               | -               | -               | -               | -               | 3.              | 2.              | 1.   | 1.   |
| MBA                                                                                            |                 |                 |                 |                 |                 |                 |                 |      |      |
| QS - Full Time MBA                                                                             | -               | -               | -               | -               | -               | 3.              | 7.              | 7.   | 5.   |
| FT - Global MBA                                                                                | 21.             | 21.             | 16.             | 15.             | 20.             | 21.             | 19.             | 9.   | 7.   |
| Forbes - International MBAs                                                                    | -               | -               | -               | -               | 4.              | -               | 2.              | -    | -    |
| The Economist - MBA                                                                            | 8.              | 4.              | 5.              | 9.              | 15.             | 13.             | 3.              | -    | 2.   |
| Executive Education                                                                            |                 |                 |                 |                 |                 |                 |                 |      |      |
| FT - Executive MBA (Trium HEC/LSE/NYU)                                                         | 4.              | 1.              | 3.              | 3.              | 5.              | 2.              | -               | -    | -    |
| FT - Executive MBA (EMBA HEC)                                                                  | -               | -               | -               | -               | -               | 6.              | 1.              | 3.   | 1.   |
| FT - Executive Education - Customized                                                          | 2.              | 2.              | 2.              | 2.              | 7.              | 5.              | 3.              | -    | -    |
| FT - Executive Education - Open                                                                | 7.              | 3.              | 2.              | 8.              | 12.             | 14.             | 11.             | -    | -    |

## Massive Online Open Courses
Auch HEC Paris beteiligt sich an der neuen Welle des Fernunterrichts, indem es eigene Online-Schulungskurse über MOOCs erstellt.
Derzeit sind mehrere MOOCs verfügbar, darunter: „Become a changemaker, build a career with purpose and impact“ und „Creating and Developing a Tech Startup“.
Sie sind über Coursera zugänglich und können kombiniert werden, um ein Zertifikat in Innovation, Unternehmertum, Führung oder Management zu erhalten.

## Campusleben

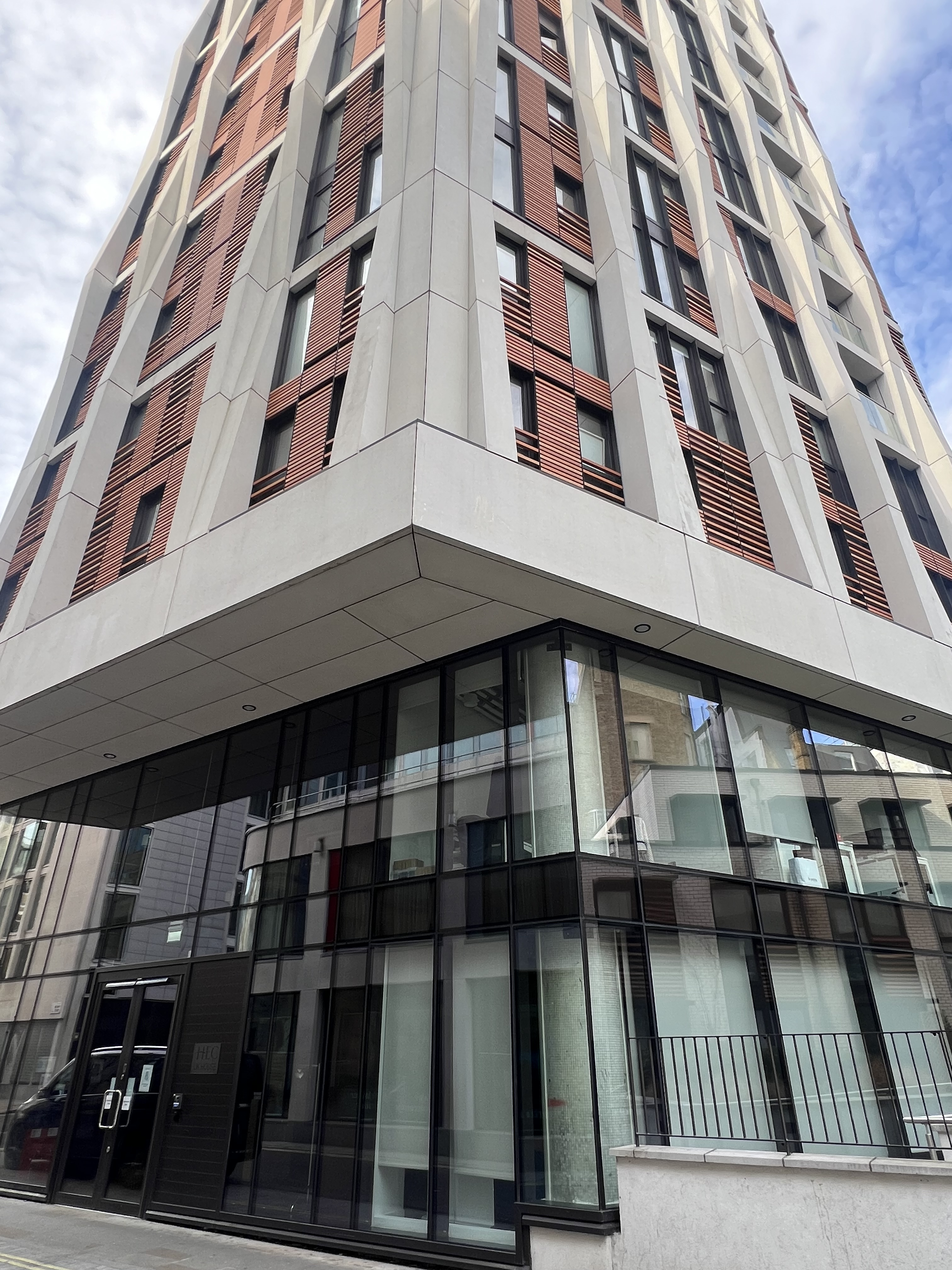
HEC UK House in London

Der mehrere Hektar große Campus mit seinen Sportanlagen, Seen und Lern- sowie Freizeitmöglichkeiten ist einzigartig in Europa.
Zahlreiche Studentenvereinigungen bereichern den Campus mit Veranstaltungen. Jeder Student kann Mitglied werden und pro Verein gibt es einen Präsidenten, Vize-Präsidenten, Generalsekretär, Schatzmeister und Department-Heads.
Der BDE (Bureau des élèves) fungiert als zentrales Organ der Studentenschaft und wird jedes Jahr während einer mehrwöchigen Kampagne gewählt. Es setzt sich aus bis zu 30 vorwiegend M1-Studenten zusammen. Der BDE richtet einmal pro Woche traditionell die „POW“ (Party Of the Week) aus. Im Jahr 2021 wurde erstmals ein internationaler Student in diese Organisation gewählt, was einen Meilenstein in der Geschichte der HEC darstellt.
Weiterhin bereichern der BDA (Bureau des arts), der JE (Junior Enterprise), Backstage (Musical), Grand Cru (Wein) und viele andere Clubs das alltägliche Leben auf dem Campus.
Highlights im Jahr sind das Oktoberfest (ausgerichtet von der HEC Paris German Society) und Thanksgiving-Fest (ausgerichtet von HEC Paris North America).
Zentraler Ort des Campuslebens ist das Kfet (M-Gebäude). Hier befinden sich die Diskothek, die Bar, das Fitnessstudio, das Dojo, die Sporthalle und das Campus Life Office.
Die Schule verfügt außerdem über einen eigenen Inkubator, den Incubateur HEC Paris, der sich in der Station F in Paris befindet. Dieser Ort ist der Innovation und dem Unternehmertum gewidmet.
Seit 2010 hat die Schule in Zusammenarbeit mit der Qatar Foundation auch einen Campus in Doha eröffnet, der HEC Paris in Qatar heißt.

## Lage
Der zentrale Campus liegt ca. 20 km südlich von Paris und umfasst rund 100 Hektar, darunter mehrere Fußballfelder und ein Rugbyfeld. In der näheren Umgebung sind auch drei weitere bekannte Grandes Écoles angesiedelt: die École polytechnique und die CentraleSupélec.
Gegenüber der Universität befinden sich ein Supermarkt, ein Friseur und ein Restaurant. In der näheren fußläufigen Umgebung befindet sich außerdem eine Apotheke und eine Bäckerei.
Jouy-en-Josas als Heimatstadt der HEC und Versailles (10 Minuten mit dem Auto) bieten sämtliche Einkaufsmöglichkeiten und bereichern den Alltag mit ihren zahlreichen Restaurants.

## Forschung
Am 15. September 2020 gründete das HEC Paris zusammen mit Institut polytechnique de Paris das Forschungszentrum für künstliche Intelligenz Hi! PARIS.